# Gijs Batelaan
Pour les articles homonymes, voir Batelaan.
Ysbrand Gijsbert (Gijs) Batelaan (né à Utrecht, le 26 avril 1940) est un aquarelliste, graveur, lithographe, peintre, dessinateur et sculpteur néerlandais.

## Biographie

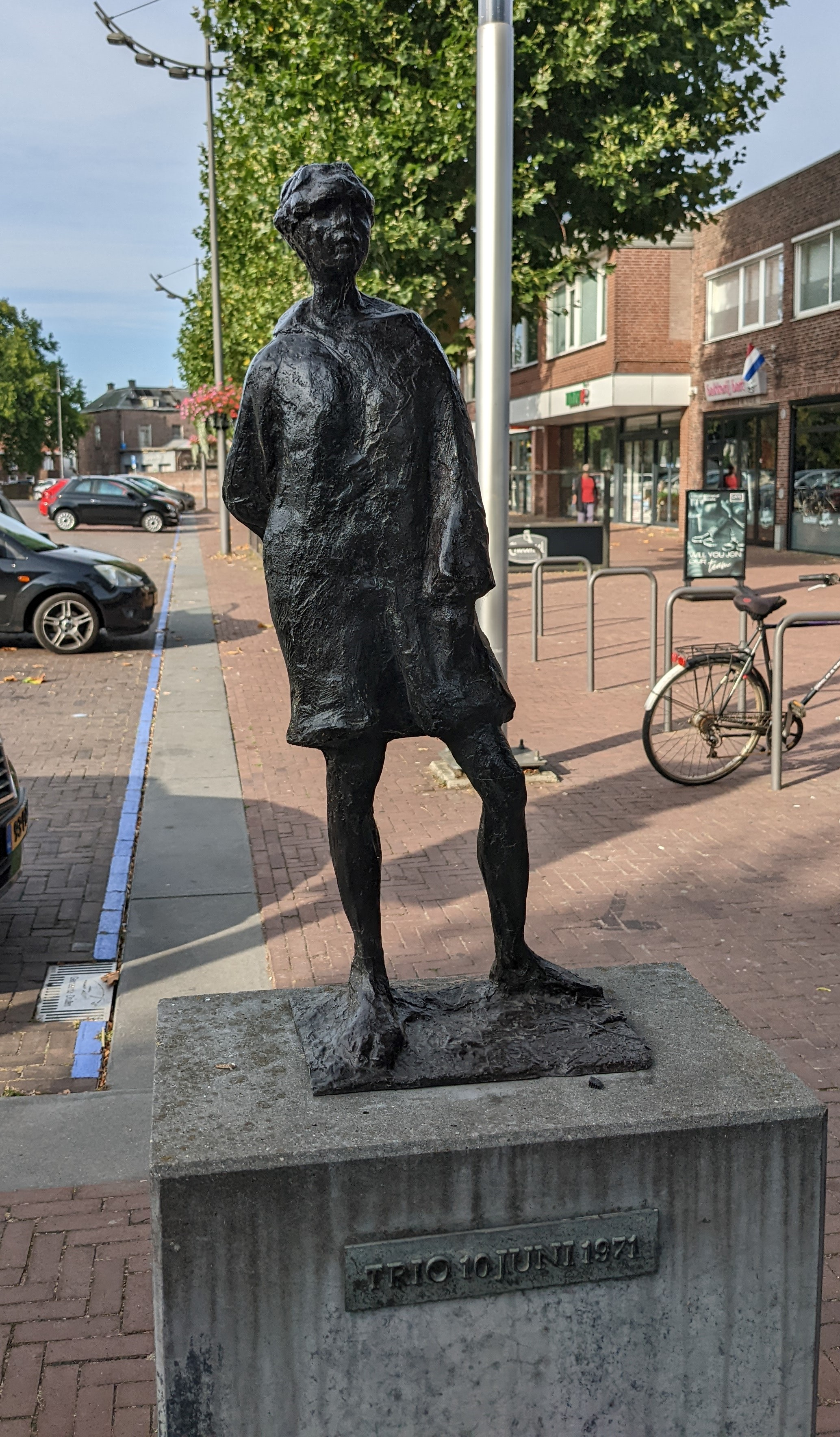
Fille rêveuse

Gijs naît pendant les années de guerre et déménage à plusieurs reprises pendant cette période. La guerre est à l'origine d'une dépression plus tard dans sa vie. Il vit son enfance à Baarn. Après la formation MULO, il fréquente l'école du soir de graphisme à Amsterdam.
À l'âge de 23 ans, il entre à l'Académie royale des beaux-arts d'Amsterdam et obtient également le certificat de travail manuel et de dessin. Ses domaines d'expertise sont la peinture, la gravure et la sculpture. Pour ses créations il travaille la cire, l'argile, le polyester, la pierre, le bronze et le bois. Son projet de fin d'études à la Rijksacademie est acheté par l'usine de meubles Trio de Boven-Leeuwen. Il représente une jeune fille qui, appuyée sur une jambe debout, regarde rêveusement devant elle l'endroit où se trouvait autrefois l'usine. La statue originale en bronze est placée dans la mairie pour des raisons de sécurité.
Gijs Batelaan travaille comme graphiste pendant six ans après avoir obtenu son diplôme, et déménage à Apeldoorn, où il enseigne au centre de créativité Doekom, qu'il a créé avec d'autres. Il préconise le prêt d'œuvres d'art et la coopération des écoles et des musées.
Après cela, Batelaan travaille comme professeur à la Free Academy de Nunspeet. On lui demande à plusieurs reprises d'animer et de rendre les cours d'école plus accueillantes.

## Œuvres dans l'espace public

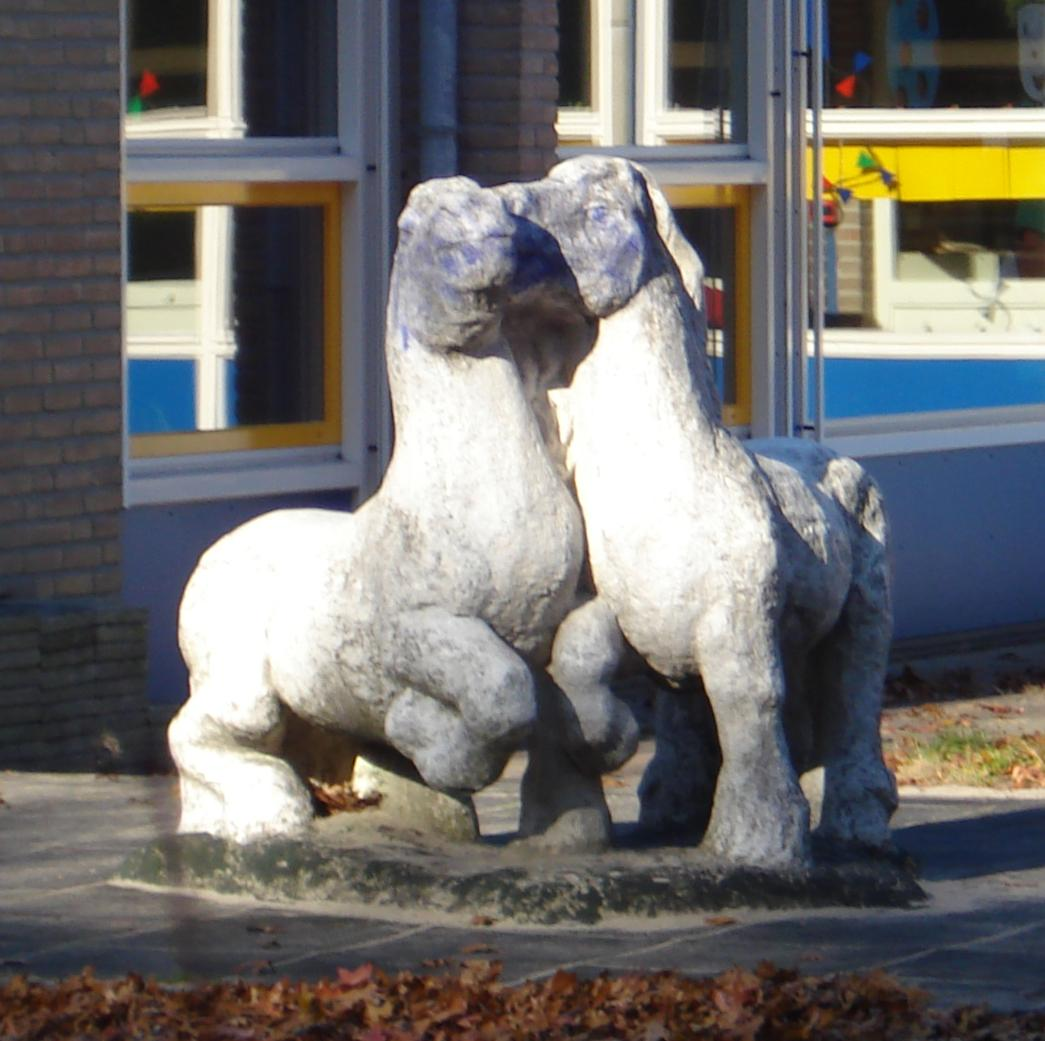
Deux chevaux jouant à Soest

- 1985 - Ichtus le poisson, Nunspeet [2]
- 1973 - Consultation, Leidsedreef Leiderdorp [3]
- 1972 - Twee spelende paardjes (Deux chevaux jouant), Smitsweg Soest
- 1971 - Dromerig meisje (Fille rêveuse), Druten

Ses œuvres peuvent également être vues dans les espaces publics d'IJmuiden, Harderwijk et Apeldoorn.